# خدمات متحدالشکل ایالات متحده
آمریکا دارای ۸ سرویس یونیفرم پوش (متحد الشکل) می‌باشد که افسران ویژه آن به موجب بند ۱۰ قانون ایالات متحده تعیین، و در مراتب بعدی توسط عناوین ۱۰، ۱۴، ۳۲، ۳۳ و ۴۲ کد گذاری ایالات متحده سازمان دهی و مرتب می‌شوند.